# Kartell
Kartell è un'azienda italiana fondata nel 1949 a Noviglio, nella città metropolitana di Milano, nella frazione di Santa Corinna, che produce mobili e oggetti di disegno industriale ricercato in plastica.

## Storia
L'azienda viene fondata da Giulio Castelli, Michele Pistorio ed Enos Rastelli e comincia la propria attività producendo accessori per le auto e casalinghi in plastica. Il successo del marchio si consolida negli anni sessanta, un periodo particolarmente positivo per il design italiano. La consacrazione a livello internazionale arriva nel 1972 con la partecipazione ad una mostra presso il Museum of Modern Art di New York dedicata all'arredamento made in Italy, e i pezzi presentati in quell'occasione, disegnati da Gae Aulenti, Ettore Sottsass, Marco Zanuso e Richard Sapper fanno tuttora parte della collezione permanente del museo.

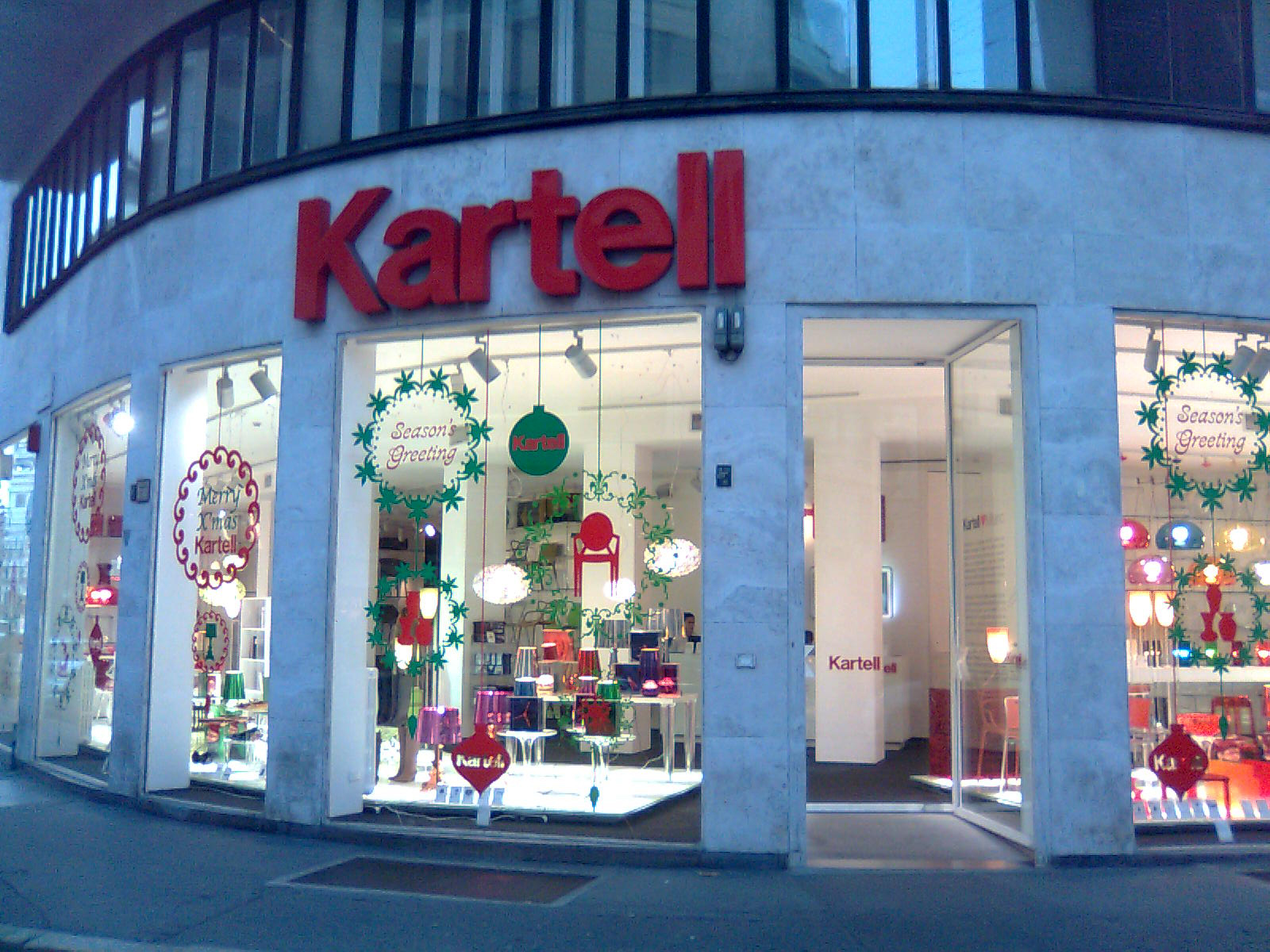
Showroom Kartell in Via Turati a Milano.

Negli anni ottanta il gusto del pubblico torna verso i mobili di costruzione artigianale e la Kartell incontra un periodo di crisi. Nel 1988 l'azienda è rilevata dal genero di Castelli, Claudio Luti, che ha da poco lasciato dopo 11 anni Gianni Versace.
Negli anni novanta inizia una collaborazione duratura con diversi designer di fama internazionale, tra cui Antonio Citterio, Ron Arad, Vico Magistretti, Philippe Starck, Piero Lissoni e molti altri.
Nel 1999 Kartell fonda l'omonimo museo, che raccoglie ed espone più di 1000 creazioni. E nel 2014, in occasione dei suoi primi 15 anni di vita, il museo viene riprogettato e riallestito, e dal 2018 è parte del Circuito Lombardo dei Musei del Design. Nel 2020, durante l'emergenza Covid19 il museo Kartell ha saputo reinventarsi rendendo possibili le visite virtuali.
Nel 2003 entra in azienda Lorenza, esponente della seconda generazione Luti. Nel
2006 si amplia il team di designer: Patrick Jouin, Marcel Wanders, Patricia Urquiola, Erwan e Ronan Bouroullec, Tokujin Yoshioka.
Nel dicembre 2017 Kartell acquisisce con un investimento di 10 milioni di euro il 2% di Bio-On, la società specializzata nel mercato chimico ecosostenibile. Inoltre l'azienda ha spesso lanciato iniziative a favore della sua città natale, Milano.

## Icone di design
Kartell è la prima azienda al mondo ad usare il policarbonato nel campo del design, questo materiale infatti non era mai stato usato per fini estetici fino al 2000, anno in cui l'azienda milanese presenta la sedia minimal La Marie disegnata da Philippe Starck. La Marie viene presentata per la prima volta al Salone del Mobile di Milano grazie alla collaborazione con Fiat: la sedia era infatti posizionata su una piattaforma in cui veniva ripetutamente colpita da dei macchinari forniti dal colosso automobilistico, questa performance serviva a dimostrare la resistenza incredibile del policarbonato. Dopo la prima esperienza con il policarbonato l'azienda continua a studiare e lavorare questo materiale e crea la Luis Ghost, che con più di oltre un milione di esemplari diventa la sedia di design più venduta al mondo.

## Riconoscimenti
A diversi prodotti Kartell sono stati conferiti premi internazionali, tra cui il Compasso d'Oro, il premio assegnato annualmente dall'ADI (Associazione per il Disegno Industriale), considerato il più importante premio al mondo nel settore.
La particolarità di Kartell è l'utilizzo della plastica in arredamento in un modo del tutto originale e con l'uso di tecnologie di lavorazione tradizionalmente usate in altri settori industriali. I prodotti Kartell sono totalmente prodotti in Italia, anche se il maggiore mercato di vendita è costituito dagli Stati Uniti.
Tra i prodotti più famosi e di maggior successo ci sono le serie di sedute Maui di Magistretti, la sedia trasparente in soli due pezzi La Marie, le poltroncine Eros e la serie di sedie monopezzo a stampaggio rotazionale Ghost e Bubble di Starck, la libreria Bookworm di Ron Arad.